# Exodus: Gods and Kings
Exodus: Gods and Kings is een Amerikaanse Bijbels-dramafilm uit 2014, geregisseerd door Ridley Scott. De film is gebaseerd op het Bijbelverhaal De uittocht van Egypte of Exodus en vertelt het Bijbelse verhaal over Mozes. De film is na Noah de tweede film uit 2014 met een groot budget die gebaseerd is op een verhaal uit het Oude Testament.

## Rolverdeling
| Acteur              | Personage                  |
| ------------------- | -------------------------- |
| Christian Bale      | Moses                      |
| Joel Edgerton       | Ramses II                  |
| John Turturro       | Seti                       |
| Aaron Paul          | Joshua                     |
| Ben Mendelsohn      | Viceroy Hegep              |
| Sigourney Weaver    | Tuya                       |
| Ben Kingsley        | Nun                        |
| María Valverde      | Zipporah                   |
| Indira Varma        | de Hogepriesteres          |
| Tara Fitzgerald     | Miriam                     |
| Hal Hewetson        | Gershom                    |
| Hiam Abbass         | Bitja                      |
| Golshifteh Farahani | Nefertari, Ramses' vrouw   |
| Isaac Andrews       | Malak                      |
| Ghassan Massoud     | Paser, Ramses' grootvizier |
| Dar Salim           | Commandant Khyan           |
| Andrew Tarbet       | Aaron                      |
| Ewen Bremner        | Expert                     |
| Ken Bones           | Ramses' secretaris         |
| Philip Arditti      | Viceroy Hegeps adviseur    |
| Kevork Malikyan     | Jethro                     |
| Anton Alexander     | Dathan                     |

## Productie
In maart 2013 werd door Ridley Scott aangekondigd dat hij Christian Bale voor de hoofdrol wil laten spelen. In augustus 2013 werd door Bale bevestigd dat hij de rol van Mozes aanneemt en Joel Edgerton als tegenspeler in de rol van Ramses. Eind augustus 2013 werd bekend dat Aaron Paul de rol van Joshua zal spelen en als laatst werden Sigourney Weaver, Ben Kingsley en John Turturro toegevoegd aan de cast. De opnames begonnen in oktober 2013 in onder meer Almería in Spanje en op Fuerteventura van de Canarische Eilanden en in Engeland. De eerste beelden van de film werden gepubliceerd door 20thCentury Fox op 30 december 2013.
De film ging op 3 december 2014 in première op het Leicester Square in Londen in aanwezigheid van de cast en de crew.